# Maxomys inas
Maxomys inas — вид пацюків (Rattini), ендемік гірських районів Малайського півострова, Малайзія.

## Морфологічна характеристика
Довжина голови й тулуба від 124 до 162 мм, довжина хвоста від 135 до 167 мм, довжина ступні від 30 до 33 мм, довжина вух від 18 до 22 мм, вага до 105 грамів. Волосяний покрив короткий і колючий. Верхні частини червонувато-коричневі, а черевні частини сірі з коричневими кінчиками волосся. Хвіст такий же, як голова і тіло, темний зверху і білий знизу. Каріотип 2n = 42, FN = 83–84.

## Середовище проживання
Мешкає в гірських лісах на висоті понад 900 метрів.

## Спосіб життя
Це наземний вид.